# نوکبئون-دونگ

نمایی از یک ساختمان واقع در نوکبئون_دونگ کره جنوبی.

نوکبئون-دونگ (به لاتین: Nokbeon-dong) یک منطقهٔ مسکونی در کره جنوبی است که در Eunpyeong District واقع شده‌است.